# NGC 2930
NGC 2930 ist eine Spiralgalaxie vom Hubble-Typ Scd? pec im Sternbild Löwe auf der Ekliptik. Sie ist schätzungsweise 326 Millionen Lichtjahre von der Milchstraße entfernt und hat einen Durchmesser von etwa 65.000 Lj. Gemeinsam mit NGC 2929 und NGC 2931 bildet sie das gravitativ gebundene Galaxientrio Holm 134.
Die Typ-Ia-Supernova SN 2005M wurde hier beobachtet.
Das Objekt wurde am 21. Februar 1863 von Heinrich d’Arrest entdeckt.